# HD 17254
HD 17254，又名CP-53 475，SAO 232871、HR 821，是一颗恒星，视星等为6.15，位于銀經271.1，銀緯-57.02，其B1900.0坐标为赤經2h 40m 58.1s，赤緯-52° -57.02′ 34″。